# Anita Włodarczyk
Anita Włodarczyk (Rawicz, 8 d'agost de 1985) és una atleta polonesa especialista en llançament de martell. És la plusmarquista mundial amb una marca de 82,98 m i l'actual campiona olímpica i del món.
Włodarczyk va guanyar el seu primer campionat nacional sub-23 en 2007, i va passar a competir en el 2007 Campionat Europeu d'Atletisme Sub-23, encara que no va avançar més enllà de la fase de classificació. Va acabar sisena en els Jocs Olímpics de 2008 celebrats a Pequín.
Włodarczyk es va classificar per a la final del IAAF World Athletics de 2008, guanyant la medalla de bronze. A l'any següent, va participar en el Campionat d'Europa de 2009, on va aconseguir la seva primera medalla d'or en una competició internacional important.
Włodarczyk va aconseguir una millor marca personal de 76,20m, el 30 de maig de 2009 en Biała Podlaska, batent el seu rècord anterior per 81 cm i millorant-ho poc després (76.59m en la Golden Spike d'Ostrava). Abans dels Campionats del Món d'Atletisme de 2009, va aconseguir el rècord nacional a Cottbus, guanyant i situant-se líder del rànquing mundial (77.20m). Aquest va ser el quart llançament més llarg de la història.
El 22 d'agost de 2009 durant el Campionat Mundial d'Atletisme a Berlín, Alemanya Włodarczyk va establir un rècord mundial amb un llançament de 77.96 metres.
El 31 d'agost de 2014 va establir a Berlín el rècord mundial, amb 79.58m.
L'1 d'agost de 2015 va establir en Cetniewo (Polònia) un altre rècord mundial amb 81,08 m. És la primera dona al món que tira per sobre dels 80 m.
Setmanes després, en 2015, Włodarczyk va guanyar la medalla d'or en el Campionat Mundial d'Atletisme de 2015, amb una marca de 80.85m.
El 15 d'agost de 2016 trenca el rècord mundial en les Jocs Olímpics de Rio de Janeiro aconseguint una marca de 82.29 m. i aconseguint aconseguir així l'or olímpic. Dues setmanes després el 28 d'agost a la ciutat de Varsòvia torna a batre el seu propi rècord mundial deixant-ho en 82.98 m.

## Palmarès
| Data | Torneig                      | Calmi                    | Resultat | Marca   |
| ---- | ---------------------------- | ------------------------ | -------- | ------- |
| 2007 | European O23                 | Debrecen, Hongria        | 9        | 63.74 m |
| 2008 | European Winter Throwing Cup | Split, Croàcia           | 1        | 71.84 m |
| 2008 | Jocs Olímpics 2008           | Beijing, Xina            | 6        | 71.56 m |
| 2008 | World Athletics Final        | Stuttgart, Alemanya      | 3        | 70.97 m |
| 2009 | Campionat Europeu d'equips   | Leiria, Portugal         | 1        | 75.23 m |
| 2009 | Mundial d'Atletisme 2009     | Berlín, Alemanya         | 1        | 77.96 m |
| 2010 | Campionat Europeu            | Barcelona, Catalunya     | 3        | 73.56 m |
| 2011 | Mundial d'Atletisme 2011     | Daegu, Corea del Sud     | 5        | 73.56 m |
| 2012 | Campionat Europeu            | Hèlsinki, Finlàndia      | 1        | 74.29 m |
| 2012 | Jocs Olímpics 2012           | Londres, Anglaterra      | 1        | 77.60 m |
| 2013 | Mundial d'Atletisme 2013     | Moscou, Rússia           | 1        | 78.46 m |
| 2013 | Jeux de la Francophonie      | Niça, França             | 1        | 69.95 m |
| 2014 | Campionat Europeu            | Zúric, Suïssa            | 1        | 78.76 m |
| 2015 | Mundial d'Atletisme 2015     | Beijing, Xina            | 1        | 80.85 m |
| 2016 | Campionat Europeu            | Amsterdam, Països Baixos | 1        | 78.14 m |
| 2016 | Jocs Olímpics 2016           | Rio de Janeiro, Brasil   | 1        | 82.29 m |